# Levar
Levar es recoger a bordo el ancla o las anclas que un barco tiene fondeadas y que le aguantan al fondo del mar.
La faena de levar era antiguamente más pesada que al presente, debido a la forma en que se sujetaba el ancla al barco, así como a que los cabrestantes se movía a brazo. En la actualidad, con las anclas que tienen su puesto de mar en el mismo escobén y con los cabrestantes movidos a vapor, la faena se simplifica bastante, tanto más cuanto que la maniobra de anclas en muchos barcos no lleva ni estopores ni bitas, órganos juzgados hasta hace poco como imprescindibles.
En los barcos antiguos la faena de levar se realizaba engrasando la cadena del ancla a la garganta del engranaje o barbotín, virando el cabrestante hasta que la cadena del ancla quedaba vertical, posición que se designa con la frase estar a pique. En esa posición se daba generalmente la vela. Después se seguía virando hasta que el arganeo del ancla llegaba al escobén (ancla a la pendura), posición en que se enganchaba el aparejo de gata, con el cual se llevaba el ancla hasta la serviola, desgranando para ello la cadena del cabrestante. En esta posición se pasaba la boza llamada capón y se enganchaba al aparejo de gatilla con el cual se ponía la caña del ancla horizontal, hinchándola en su puesto. Con la mayoría de los barcos de vapor actuales dicha faena se reduce a cobrar cadena con el cabrestante hasta que la caña del ancla de brazos articulados penetra en el escobén, en donde se pasa la boza del disparador.
A veces es preciso levar un ancla con una lancha. Las lanchas para tal faena están preparadas  con una gavieta, sólida viga montada a popa, sobresaliendo de ella, con una roldana en su extremo. Dos medios hay para hacer esta faena, conocidos por los nombres de levar por la tea o levar por el orinque. En el primero se leva encapillando el calabrote entalingado al ancla en la gavieta y guarniéndolo al cabrestante con o sin aparejo intermedio; en el segundo el que se guarne es el orinque del ancla si tiene mena suficiente para aguantar el peso de ella, caso raro, o un cabo al cual se hace un ahorca perros que se echa al fondo guiado por el orinque y que al tesar engancha en la uña del ancla.

## Levar un ancla perdida
Se llama ancla perdida la que se queda en el fondo del mar sin orinque ni cabo alguno que la ligue a la superficie de él. La primera operación es, pues, darle ese cabo, a cuyo fin se rastrea el ancla, esto es, se coge un cabo delgado con unos cuantos lingotes amarrados en su parte central que se remolca, arrastrándolo por el fondo, por dos embarcaciones convenientemente distanciadas, buscando que el seno de él agarre la uña del ancla. Logrado esto se unen los dos chicotes de la rastra y se opera como se acaba de indicar para levar por el orinque. También se puede, si el ancla tiene parte de su cadena entalingada, rastrear ésta por medio de una especie de anclotes llamados arpeos, que tiene cuatro brazos. Cuando se eleva el ancla valiéndose del cabrestante de a bordo, se dice «levar con el barco». También se puede levar con la marea, para lo cual basta cortar el cable o cadena hasta que esté a pique, tesarlo y amarrarlo firme cuando la marea va subiendo y claro es que el ancla zarpará del fondo.